# MIL-STD-188
MIL-STD-188 — серия американских военных стандартов в области телекоммуникаций.
Изначально военный стандарт № 188 (MIL-STD-188) охватывал технические стандарты для тактической и дальней связи, однако, позднее был пересмотрен (MIL-STD-188A, MIL-STD-188B) и стал документом, применимым только к тактической связи (MIL-STD-188C). Агентство оборонных информационных систем США (англ. Defense Information Systems Agency) издало циркуляры, в которых были объявлены оба стандарта и технические критерии, касающиеся Оборонной системы дальней связи и технической поддержки Международной военной системы командования и контроля. В соответствии с решением Объединённого комитета начальников штабов, эти стандарты изданы в документах серии MIL-STD-188. Эта серия подразделена на серию MIL-STD-188-100, охватывающую общие стандарты для тактической и дальней связи, серию MIL-STD-188-200, охватывающую стандарты только для тактической связи, и серию MIL-STD-188-300, охватывающую стандарты только для дальней связи.
Стандарты серии MIL-STD-188 входят в Объединённую техническую архитектуру (англ. Joint Technical Architecture) МО США.